# Copiague
Copiague és una concentració de població designada pel cens dels Estats Units a l'estat de Nova York. Segons el cens del 2007 tenia 18.037 habitants.

## Demografia
Segons el cens del 2000, Copiague tenia 21.922 habitants, 7.210 habitatges, i 5.342 famílies. La densitat de població era de 2.653,3 habitants per km².
Dels 7.210 habitatges en un 32,5% hi vivien nens de menys de 18 anys, en un 56,6% hi vivien parelles casades, en un 12,1% dones solteres, i en un 25,9% no eren unitats familiars. En el 19,5% dels habitatges hi vivien persones soles el 8,5% de les quals corresponia a persones de 65 anys o més que vivien soles. El nombre mitjà de persones vivint en cada habitatge era de 3,03 i el nombre mitjà de persones que vivien en cada família era de 3,42.
Per edats la població es repartia de la següent manera: un 23,3% tenia menys de 18 anys, un 8,5% entre 18 i 24, un 33,5% entre 25 i 44, un 22,7% de 45 a 60 i un 12% 65 anys o més.
L'edat mediana era de 37 anys. Per cada 100 dones de 18 o més anys hi havia 96,4 homes.
La renda mediana per habitatge era de 58.906 $ i la renda mediana per família de 65.369 $. Els homes tenien una renda mediana de 40.563 $ mentre que les dones 30.833 $. La renda per capita de la població era de 22.557 $. Entorn del 4,8% de les famílies i el 8% de la població estaven per davall del llindar de pobresa.